# Samoreau
 Samoreau  es una población y comuna francesa, en la región de Isla de Francia, departamento de Sena y Marne, en el distrito de Fontainebleau y cantón de Fontainebleau.

## Demografía
| 778 | 887 | 1304 | 1626 | 1856 | 2157 |
| Para los censos de 1962 a 1999 la población legal corresponde a la población sin duplicidades (Fuente: INSEE [Consultar]) |     |      |      |      |      |